# Pax syriana
La Pax syriana (dal latino "Pace siriana") è un termine storiografico, modellato sulla frase originale Pax romana, usata nello studio delle relazioni internazionali in Asia occidentale, solitamente relativa ai tentativi della Siria di influenzare i suoi vicini, in particolare il Libano. L'idea alla base della Pax Syriana è che la Siria (così com'era durante l'Impero ottomano e in cui fu poi suddivisa), attraverso la diplomazia e la forza militare, avrebbe potuto garantire un ruolo per gli Stati Uniti essendo un alleato necessario per garantire la pace in Libano.

## Riferimenti successivi
Un successivo riferimento è stato pubblicato sulla rivista Time nel 1976, riferendosi ai tentativi siriani per imporre una tregua durante i primi anni della guerra civile libanese. In tempi più recenti il termine è stato usato per riferirsi al periodo tra il 1990 e il 2005, quando la conflittualità all'interno in Libano, era solitamente attribuita all'egemonia siriana e al dominio militare nella regione. Il termine può essere utilizzato con enfasi sulla relativa calma dopo la soppressione della guerra civile libanese, o sulle indicazioni delle intenzioni siriane di annettere o pacificare in altro modo il Libano.

### Guerra siro-libanese, 1976
Il 4 luglio 1986, le truppe siriane entrarono a Beirut Ovest per la prima volta da quando furono espulse durante l'invasione israeliana del 1982. Circa 500 soldati siriani, lavorando con l'esercito e la polizia libanesi, eliminarono i posti di blocco, chiusero gli uffici della milizia e raccolsero le armi. A metà febbraio 1987, tuttavia, scoppiò una nuova ripresa dei combattimenti a Beirut Ovest, questa volta tra milizie druse e sciite, entrambe considerate alleate della Siria. Il combattimento fu descritto dai testimoni come di un'intensità senza rivali in dodici anni di guerra, con i miliziani che usavano formazioni di carri armati T-54 di fabbricazione sovietica che la Siria aveva fornito a entrambe le parti. I cinque giorni di combattimento causarono circa 700 vittime e incendiarono gran parte dell'ovest di Beirut.
La Siria agì con decisione per fermare il caos a Beirut Ovest e colse l'occasione per ristabilire la sua egemonia sulle aree del Libano da cui era stata cacciata da Israele nel 1982. Il 22 febbraio 1987 inviò dal Libano orientale 7.500 uomini, configurati in due brigate e un battaglione. Le truppe siriane, la maggior parte delle quali erano con veterani al commando, chiusero una settantina di uffici della milizia, rastrellarono e arrestarono capi della milizia, confiscato depositi di armi, schierarono truppe lungo le strade principali e all'aeroporto internazionale di Beirut, stabilirono posti di blocco e inviarono squadre di pattuglia nelle strade.
L'esercito siriano non evitò la violenza nel suo tentativo di riportare l'ordine nella capitale libanese. Nei primi due giorni della sua operazione di polizia, le truppe siriane spararono a una quindicina di libanesi di varie milizie. In seguito il 24 febbraio una dozzina di camion carichi di commando siriani entrarono nel quartiere di Basta, roccaforte sciita, e attcaccarono la caserma di Fathallah, quartier generale dell'organizzazione Hezbollah. Lì, le truppe siriane uccisero diciotto militanti di Hezbollah.
A metà aprile l'esercito siriano schierò truppe a sud di Beirut. Circa 100 commando siriani, combattendo al fianco dei soldati della sesta brigata dell'esercito libanese, occuparono posizioni chiave lungo la strategica autostrada costiera che collega Beirut con il Libano meridionale e hpresero il controllo del ponte sul fiume Awali, vicino a Sidone.
A metà del 1987 l'esercito siriano sembrava essersi stabilito a Beirut per una lunga permanenza. L'anomia del Libano fu considerata dai funzionari siriani un rischio inaccettabile per la sicurezza siriana. Il governo della Siria sembrava pronto ad occupare Beirut in modo permanente, se necessario. L'alto comandante militare siriano in Libano, il generale di brigata Ghazi Kanaan, affermò che il governo della milizia in Libano era terminato e che l'intervento siriano era "a tempo indeterminato", il che implicava che la Siria avrebbe Beirut ovest a tempo indeterminato. Nel frattempo, i funzionari siriani indicarono che probabilmente migliaia di ulteriori truppe siriane sarebbero state inviate a Beirut per garantire la stabilità. Kanaan dichiarò che la Siria si sarebbe assunta la piena responsabilità della sicurezza delle ambasciate straniere a Beirut Ovest e invitò le missioni straniere a tornare. Kanaan promis anche che la Siria avrebbe compiuto tutti gli sforzi possibili per garantire il rilascio degli ostaggi occidentali detenuti dai terroristi libanesi.

## Altro utilizzo
Il nome del film del 2005 Syriana è stato apparentemente ispirato da Pax Syriana e dal termine Syriana usato dai thinktank di Washington secondo l'ex agente della CIA Robert Baer. Secondo i materiali pubblicitari del film, "Syriana" era "un termine molto reale utilizzato dai think-tank di Washington per descrivere un ipotetico rimodellamento del Medio Oriente". In una conversazione online con il Washington Post nel novembre 2005, il regista di Syriana Stephen Gaghan ha affermato di aver visto Syriana come "una grande parola che potrebbe rappresentare la speranza perpetua dell'uomo di ricostruire qualsiasi regione geografica in base alle proprie esigenze".